# JD Edwards
JD Edwards — американская компания, производитель прикладного программного обеспечения для организаций.
Основана в марте 1977 года в Денвере (штат Колорадо) Джеком Томпсоном, Дэном Грегором и Эдом Маквэйни. Известность приобрела благодаря созданию финансового программного обеспечения для компьютеров IBM, первые программы были разработаны для System/34 и /36, в середине 1980-х годов основной платформой стала System/38, а затем и AS/400. Со временем возможности изначально чисто финансового программного продукта были значительно расширены, и в 1996 году была разработана полностью платформенно-независимая ERP-система, названная OneWorld.
В мае 1998 года Эд Маквэйни пожертвовал более $32 млн Университету Небраски для создания программы по подготовке специалистов в области информатики и менеджмента.
В июне 2003 года совет директоров согласился на предложение PeopleSoft по покупке компании; к июлю JD Edwards была полностью поглощена. ERP OneWord была добавлена к линейке программного обеспечения PeopleSoft и переименована в EnterpriseOne. В январе 2005 года Oracle поглотила PeopleSoft, но продолжила поддерживать продукты, созданные в недрах JD Edwards.